# Merthyr Tydfil Football Club
Maillots
Le Merthyr Tydfil Football Club était une équipe de football galloise qui a cessé d'exister en 2010 à la suite de sa liquidation. L'équipe a, depuis, repris le nom d'un ancien club de football, disparu en 1934, Merthyr Town Football Club, et évolue en Western League.

## Palmarès et records
- Coupe du pays de Galles :
  - Vainqueur : 1949, 1951, 1987
  - Finaliste : 1924, 1947, 1952

- Southern Football League Western Division :
  - Champion : 2003

- Affluence record : 21 000 personnes contre Reading, deuxième tour de FA Cup (1946).
- Meilleur classement : 4e en Football Conference, saison 1991-1992.
- Plus grand nombre de buts marqués en une saison : 187 en Ligue galloise, saison 1945-1946.
- Plus petit nombre de buts encaissés en une saison : 32 en Southern League Western Division, saison 2002-2003.

## Joueurs emblématiques
- Tommy Hutchison
- Paul Bodin